# Amaury (Mauritius)
Koordinaten: 20° 8′ S, 57° 40′ O
Amaury ist eine Ortschaft („Village“) auf Mauritius.
Der Nordteil von Amaury gehört zum Distrikt Rivière du Rempart, der Südteil liegt im Distrikt Flacq. Bei der Volkszählung 2011 hatte der Ort 2.960 Einwohner (davon 319 im Distrikt Flacq und 2.641 im Distrikt Rivière du Rempart). Beide Teile gehören administrativ zur Village Council Area Amaury.
Der Ort hat seinen Namen von Jean-Baptiste Amaury, der hier im 18. Jahrhundert eine Plantage anlegen ließ. 1928 wurde eine Moschee, die Imdad Muselmine Mosque angelegt. Mit 823 muslimischen Einwohnern hat Amaury einen relativ großen muslimischen Bevölkerungsanteil.